# Schedorhinotermes robustior
Schedorhinotermes robustior es una especie de termita subterránea del género Schedorhinotermes, de la familia Rhinotermitidae, orden Blattodea.

## Distribución
Se distribuye por Papúa Nueva Guinea, en el archipiélago de Bismarck, el este de Nueva Bretaña, Nueva Bretaña occidental y Nueva Irlanda.

## Taxonomía
Fue descrita por Silvestri en 1909.
Tratamiento taxonómico
La especie aparece registrada y publicada en Isoptera. In W. Michaelsen & R. Hartmeyer (Eds.). Die Fauna Südwest-Australiens. Ergebnisse der Hamburger südwest-australischen Forschungsreise 1905. Vol. 2, Part 17. Gustav Fischer. pp. 279–314.